# Izgrew (obwód Błagojewgrad)
Izgrew (bułg. Изгрев) – wieś w Bułgarii, w obwodzie Błagojewgrad, w gminie Błagojewgrad. Według danych szacunkowych Ujednoliconego Systemu Ewidencji Ludności oraz Usług Administracyjnych dla Ludności, 15 grudnia 2018 roku miejscowość liczyła 584 mieszkańców.

## Osoby związane z miejscowością
- Iwan Ingilizow (1882–1944) – bułgarski rewolucjonista